# Премія Зигмунда Фрейда за наукову прозу
Премія Зигмунда Фрейда за наукову прозу — німецька нагорода, названа на честь психоаналітика Зигмунда Фрейда, яку вручає Німецька академія мови і поезії у Дармштадті. Перше вручення нагороди відбулося у 1964 році.

## Лауреати премії
1964 — Гуго Фрідріх, філолог-романіст

1965 — Адольф Портманн, зоолог

1966 — Еміль Штайгер, філолог-германіст

1967 — Ганна Арендт, філософ

1968 — Карл Барт, теолог

1969 — Бруно Снелль, антикознавець

1970 — Вернер Гейзенберг, фізик

1971 — Вернер Крафт, історик літератури

1972 — Ерик Вольф, правознавець

1973 — Карл Ранер, теолог

1974 — Гюнтер Буш, історик мистецтва

1975 — Ернст Блох, філософ

1976 — Юрґен Габермас, філософ

1977 — Гаральд Вайнріх, філолог-романіст

1978 — Зігфрід Мельгінґер, історик театру

1979 — Ганс-Георг Гадамер, філософ

1980 — Ганс Блюменберг, філософ

1981 — Курт фон Фріц, антикознавець

1982 — Арно Борст, історик

1983 — Петер Граф Кілманзегг, політолог

1984 — Одо Марквард, філософ

1985 — Герман Гаймпел, історик

1986 — Гартмут фон Гентіґ, педагог

1987 — Герхард Ебелінг, теолог

1988 — Карл Фрідріх фон Вайцзеккер, фізик і філософ

1989 — Ральф Дарендорф, політолог

1990 — Вальтер Кіллі, літературознавець

1991 — Вернер Гофманн, історик мистецтва

1992 — Ґюнтер Андерс, філософ

1993 — Норберт Міллер, літературознавець

1994 — Петер Гюльке, музикознавець

1995 — Густав Зайбт, історик

1996 — Петер Вапневські, германіст

1997 — Пауль Парін, етнопсихоаналітик

1998 — Ільзе Грубріх-Зімітіс, психоаналітик

1999 — Райнгарт Козеллек, історик

2000 — Курт Флаш, філософ

2001 — Горст Бредекапм, історик мистецтва

2002 — Клаус Гайнріх, філософ

2003 — Вальтер Буркерт, антикознавець

2004 — Карл Шлегель, історик

2005 — Петер Слотердайк, філософ

2006 — Йоганнес Фрід, історик

2007 — Йозеф Х. Рейххолф, біолог

2008 — Майкл Гагнер, історик медичних наук 

2009 — Юлія Восс, журналістка та історик мистецтва

2010 — Лука Джуліані, археолог

2011 — Арнольд Еш, історик

2012 — Ернст-Вольфганг Бьокенфьорде, правознавець

2013 — Анжеліка Нойвірт, арабіст

2014 — Юрґен Остергаммель, історик

2015 — Петер Айзенберг, лінгвіст

2016 — Ян Ассман, історик релігії та єгиптолог

2017 — Барбара Столлберг-Рілінгер, історик

2018 — Вольфганг Кемп, історик мистецтва

2019 — Томас Махо, філософ

2020 — Уте Фреверт, історик

2021 — Губерт Вольф, історик церкви

2022 — Іріс Дерманн, культуролог

2023 — Маттіас Глаубрехт, біолог-еволюціоніст